# Hemichromis bimaculatus
Hemichromis bimaculatus е вид бодлоперка от семейство Цихлиди (Cichlidae). Видът не е застрашен от изчезване.

## Разпространение и местообитание
Разпространен е в Алжир, Ангола, Бенин, Буркина Фасо, Гамбия, Гана, Гвинея, Гвинея-Бисау, Египет, Камерун, Кот д'Ивоар, Либерия, Мавритания, Мали, Нигер, Нигерия, Сенегал, Сиера Леоне, Того, Тунис, Централноафриканска република и Чад.
Обитава крайбрежията и пясъчните дъна на сладководни и полусолени басейни, лагуни, реки и канали.

## Описание
На дължина достигат до 13,6 cm, а теглото им е не повече от 10 g.